# ميخائيل فنسنت
ميخائيل فنسنت هو فنان صوت ‏ وملحن كندي، ولد في 18 يوليو 1976.